# Deep Blue (musikalbum)
Deep Blue är metalcore-bandet Parkway Drives tredje studioalbum, utgivet i juni 2010. Albumet är inspelat i Los Angeles, Kalifornien. Inspelningen ägde rum mellan den 28 mars och den 18 april 2010.
Albumet är producerat av Joe Barresi (Bad Religion) till skillnad från de tidigare albumen Killing with a Smile och Horizons som producerades av Adam Dutkiewicz.

## Låtlista
1. "Samsara" - 1:45
2. "Unrest" - 2:19
3. "Sleepwalker" - 4:01
4. "Wreckage" - 3:21
5. "Deadweight" - 3:47
6. "Alone" - 4:30
7. "Pressures" - 3:22
8. "Deliver Me" - 4:13
9. "Karma" - 3:49
10. "Home Is for the Heartless" (feat. Brett Gurewitz från Bad Religion) - 4:08
11. "Hollow" (feat. Marshall Lichtenwaldt från The Warriors) - 3:00
12. "Leviathan I" - 3:49
13. "Set to Destroy" - 1:34